# Ruta Estatal de California 183
La Ruta Estatal de California 183, y abreviada SR 183 (en inglés: California State Route 183) es una carretera estatal estadounidense ubicada en el estado de California. La carretera inicia en el Sur desde la US 101     en Salinas en sentido Norte hasta finalizar en la SR 1     en Castroville. La carretera tiene una longitud de 17,7 km (10.969 mi).

## Mantenimiento
Al igual que las autopistas interestatales, y las rutas federales y el resto de carreteras estatales, la Ruta Estatal de California 183 es administrada y mantenida por el Departamento de Transporte de California por sus siglas en inglés Caltrans.

## Cruces
Toda la ruta se encuentra dentro del condado de Monterrey.
| Localidad | Miliario | Destinos                                                       | Notas                              |
| --- | -------- | -------------------------------------------------------------- | ---------------------------------- |
| Salinas | 0.00     | North Main Street                                              | Continuación más allá de la US 101 |
| Salinas | 0.00     | US 101 – San Luis Obispo, Los Ángeles, San José, San Francisco | Interchange                        |
| Salinas | R1.96    | Davis Road a US 101                                            | Interchange                        |
| | R1.96    | Davis Road a US 101                                            | Interchange                        |
| Castroville | 9.01     | SR 156 a US 101 SR 1 Sur – Monterrey                           | Interchange                        |
| Castroville | 9.98     | SR 1 Norte – Santa Cruz                                        |                                    |
| 1.000 mi = 1.609 km; 1.000 km = 0.621 mi Cerrada/Antigua • Terminal concurrente • Acceso incompleto • Propuesta/Sin abrir |          |                                                                |                                    |